# Soiuz 35
Soiuz 35 (rus: Союз 35, Unió 35) va ser un vol espacial tripulat de la Unió Soviètica en 1980 a l'estació espacial Saliut 6. Va ser la desena missió i el vuitè acoblament amb èxit a l'estructura orbitadora. La tripulació del Soiuz 35 va realitzar la quarta estada de llarga duració a l'estació.
Els cosmonautes Leonid Popov i Valeri Riumin van estar 185 dies a l'espai, batent un nou rècord de permanència a l'espai. Riumin va completar una missió anterior només vuit mesos abans. Van rebre quatre tripulacions de visita, incloent el primer cosmonauta hongarès, cubà i vietnamita.
Com a tripulació de llarga duració llavors van intercanviar les naus espacials amb les següents visites, la nau Soiuz 35 va ser utilitzada per retornar la tripulació de la Soiuz 36 visitant a la Terra, mentre que la tripulació resident va tornar en el Soiuz 37.

## Tripulació
| Posició                                   | Crew Member de llançament         | Crew Member d'aterratge                                                 |
| ----------------------------------------- | --------------------------------- | ----------------------------------------------------------------------- |
| Comandant                                 | Leonid Popov Primer vol espacial  | Valeri Kubàssov Tercer vol espacial                                     |
| Enginyer de vol/Cosmonauta d'investigació | Valeri Riumin Tercer vol espacial | Bertalan Farkas (Hongria) Primer vol espacial Cosmonauta d'investigació |

### Tripulació de reserva
| Posició         | Tripulació       | Tripulació       |
| --------------- | ---------------- | ---------------- |
| Comandant       | Viatxeslav Zúdov | Viatxeslav Zúdov |
| Enginyer de vol | Boris Andreyev   | Boris Andreyev   |

## Paràmetres de la missió
- Massa: 6800 kg
- Perigeu: 198 km
- Apogeu: 259,7 km
- Inclinació: 51,65°
- Període: 88,81 minuts